# Pokaia
Pokaia, mort en 1807, est un chef ngapuhi de Nothland en Nouvelle-Zélande. Sa sœur est Te Kona.
Il meurt à la bataille de Moremonui lors d'une embuscade des Ngāti Whātua.